# Фрегаты типа «Формидэбл»
Фрегаты типа «Формидэбл» — серия из шести многоцелевых
«стелс»-фрегатов ВМС Сингапура, модификация французских фрегатов типа «Лафайет». Фрегаты этого типа считаются наиболее высокотехнологичные боевыми кораблями в Юго-Восточной Азии. Могут выполнять функции информационного центра соединения кораблей.

## История
В середине 1990-х годов ВМС Сингапура начали исследовать варианты замены старых ракетных катеров типа «Sea Wolf», вступивших в строй в 1972 году. Свои предложения на поставку новых фрегатов выдвинули США, Швеция и Франция.
В марте 2000 года Министерство обороны Сингапура заключило контракт на разработку и постройку шести фрегатов с французской компанией DCNS. Ключевым пунктом контракта была передача технологий. Первый фрегат был построен на верфи Лорьян во Франции, остальные пять — в Сингапуре на верфи Бенуа компании ST Marine. Дальнейшее техническое обслуживание и модернизация обеспечивается компанией ST Marine.
Головной корабль был заложен в ноябре 2002 года.

## Состав серии
| Название       | Номер | Спущен     | В строю    |
| -------------- | ----- | ---------- | ---------- |
| RSS Formidable | 68    | 07.01.2004 | 05.05.2007 |
| RSS Intrepid   | 69    | 03.07.2004 | 05.02.2008 |
| RSS Steadfast  | 70    | 28.01.2005 | 05.02.2008 |
| RSS Tenacious  | 71    | 15.07.2005 | 05.02.2008 |
| RSS Stalwart   | 72    | 09.12.2005 | 16.01.2009 |
| RSS Supreme    | 73    | 09.05.2006 | 16.01.2009 |

## Конструкция
Основной особенностью конструкции корпуса фрегата являются конструктивные меры по уменьшению эффективной площади рассеяния радиосигнала. Они включают наклонные поверхности бортов, фальшбортов и надстроек, сокрытие различного внешнего оборудования за радиопоглощающими экранами. По сравнению со своим прототипом, фрегатом «Лафайет», и другими его модификациями, «Формидэбл» имеет значительно улучшенный радиопрофиль благодаря меньшим размерам надстройки и используемой технике закрытой радарной мачты. Фрегат построен полностью из стали, в отличие от «Лафайета», в котором для экономии веса в кормовой части надстройки широко использованы композитные материалы. По сравнению с прототипом фрегаты демонстрируют лучшие мореходные качества и большую автономность.

## Вооружение
Основу радиоэлектронного оборудования фрегата составляет многофункциональный трёхкоординатный радар Herakles компании Thales Group с дальностью обнаружения до 250 км.
Радар обеспечивает автоматическое обнаружение и сопровождение воздушных и наземных целей и интегрирован с системой ПВО MBDA Aster.
Пуск ракет осуществляется из УВП Sylver французской компании DCNS (4 модуля УВП по 8 ячеек в каждом, всего 32 ячейки).
Сообщается, что фрегаты имеют специальную конфигурацию ПВО с УВП типоразмера A50 и смешанным комплектом ракет Aster 15 и 30.
Противокорабельное оружие включает 8 ракет «Гарпун» (дальность стрельбы до 120 км, вес боевой части 227 кг) и 76-мм артиллерийскую установку OTO Melara (вес снаряда 6 кг, дальность стрельбы до 30 км, темп стрельбы 120 выстр./мин).
Управление противолодочным оружием обеспечивает буксируемая низкочастотная ГАС компании EDO Corporation. Основное противолодочное оружие — два спрятанных за фальшбортом трёхтрубных торпедных аппарата B515 для стрельбы противолодочными торпедами A244/S Mod 3 консорциума EuroTorp.
Авиационное вооружение состоит из вертолёта Sikorsky S-70B, являющегося экспортной модификацией американского вертолёта Sikorsky SH-60 Seahawk. В январе 2005 года Министерство обороны подписало контракт с компанией Sikorsky Aircraft на поставку шести таких вертолётов.
Каждый из вертолётов оснащён радаром X-диапазона AN/APS-143 Ocean Eye компании Telephonics,
погружаемой ГАС HELRAS (англ. Helicopter Long Range Active Sonar) компании L-3 Communications, торпедами A244/S Mod 3 и инфракрасной электронно-оптической системой обнаружения и сопровождения Raytheon AAS-44. Вертолёты сведены в эскадрилью в составе ВВС Сингапура, управляются лётчиками ВВС, однако системным оператором являются ВМС.

## Сетецентрическая система
Фрегаты типа «Формидэбл» разработаны как узлы интегрированной сети командования и управления вооружённых сил Сингапура, построенной по принципу, аналогичному американским сетецентрическим системам. Главными компонентами сети является разработанная в Сингапуре корабельная боевая управляющая система и двойная система передачи данных на основе протокола Fast Ethernet.
Каждый фрегат имеет зону ответственности радиусом 360 км, где он выступает как мобильный оперативный центр, получающий информацию от однотипных кораблей и воздушных объектов, находящихся в зоне досягаемости. Боевая управляющая система интегрирует всю имеющуюся информацию, создавая полную картину зоны боевых действий и передаёт её береговым операторам и другим участникам операции. Расширение контролируемого пространства и минимальное время реакции на угрозу не оставляет противнику времени на ответные действия.

## История службы

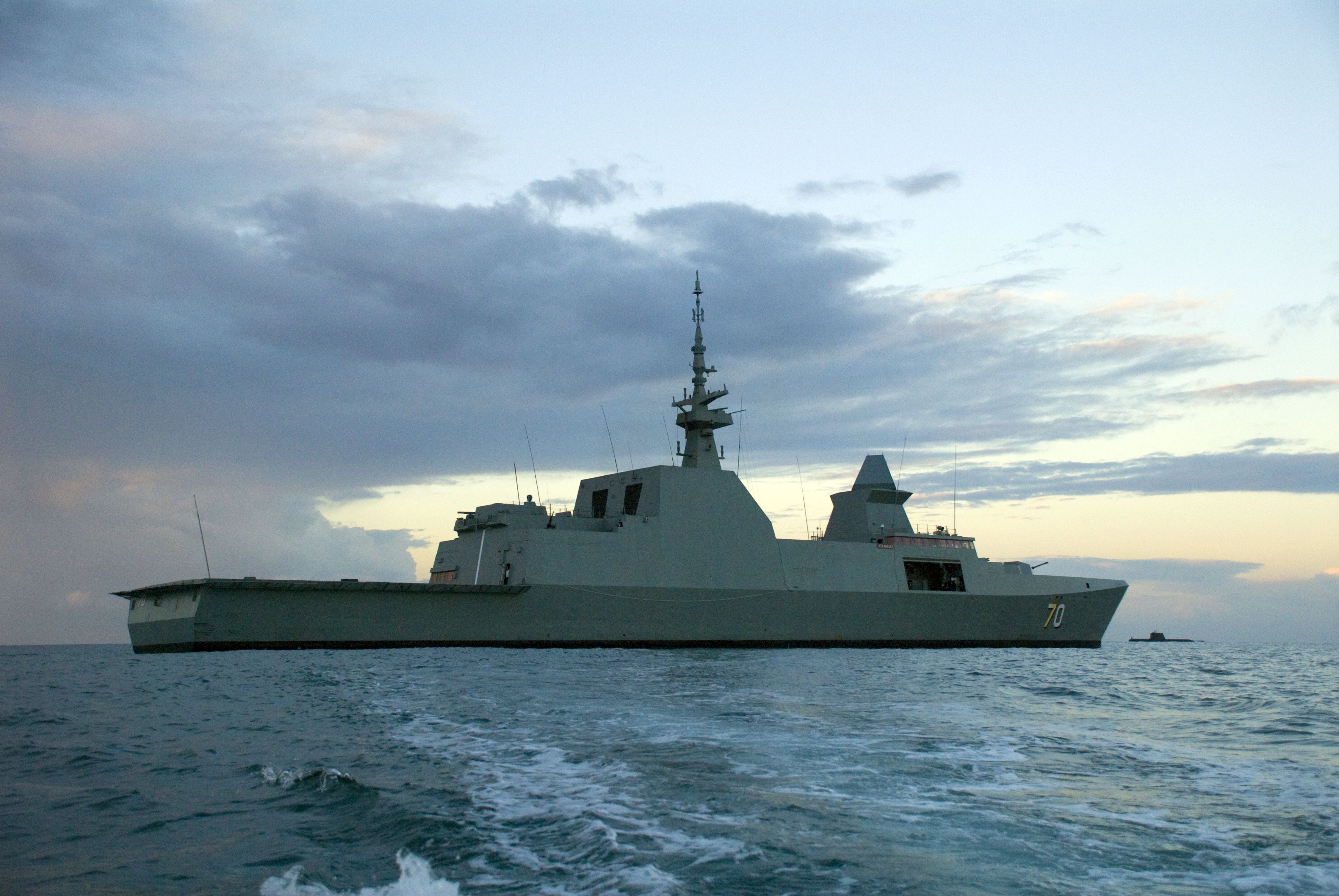
RSS Steadfast во время учений RIMPAC 2008

В сентябре 2007 года RSS Formidable в числе других кораблей США, Индии, Австралии, Японии и Сингапура принимал участие в военно-морских учениях Malabar 2007.
Всего было задействовано 20 000 человек, 28 кораблей и 150 самолётов и вертолётов, включая авианосец «Китти-Хок» с кораблями сопровождения.

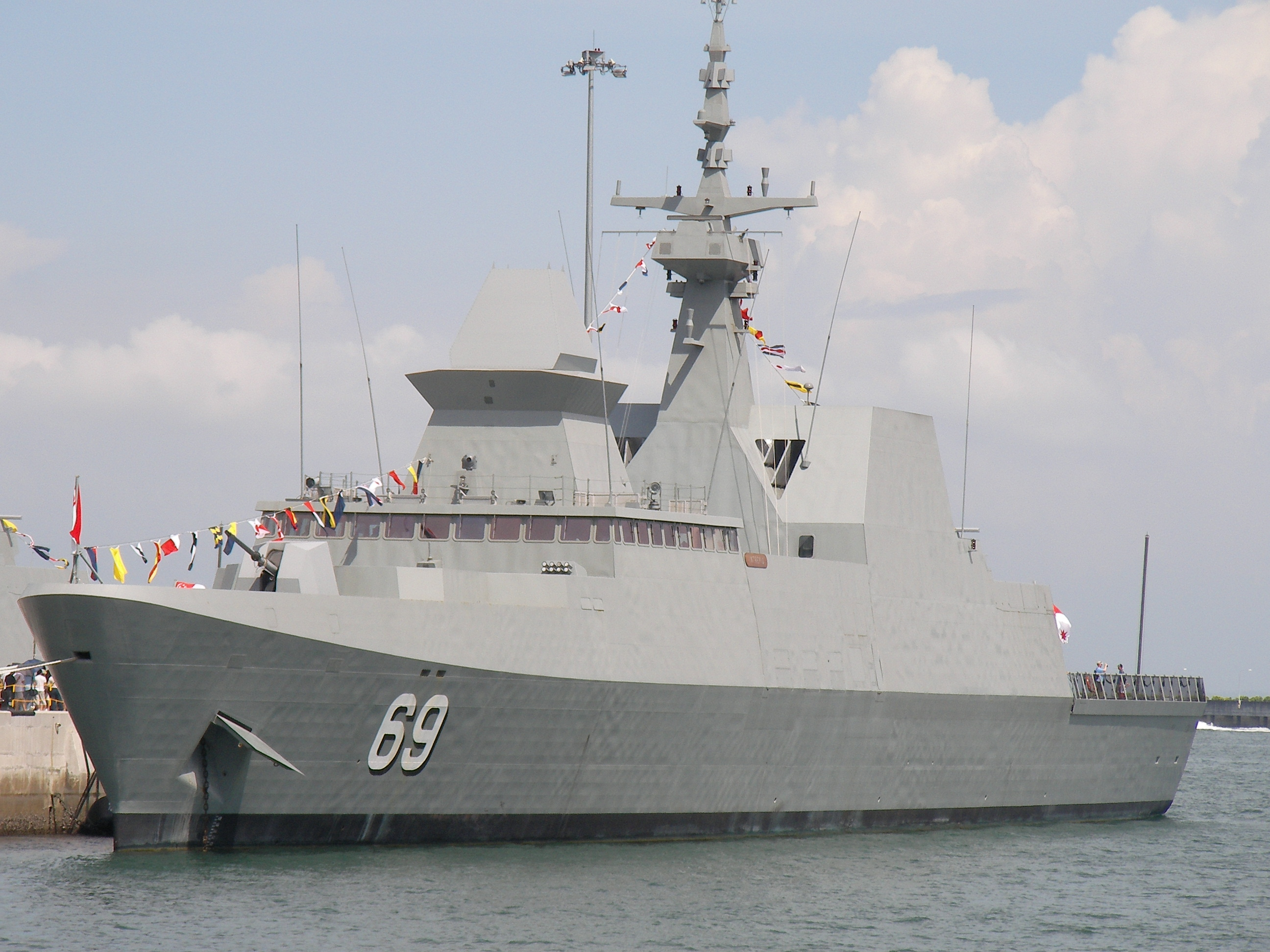
RSS Intrepid в порту

2 апреля 2008 года RSS Intrepid провёл первый пуск зенитной ракеты Aster 15 недалеко от французской военно-морской базы Тулон.
Ракета успешно сбила беспилотную мишень. Отмечается, что испытания проходили в Средиземном море из-за перегрузки трафиком воздушного пространства в районе Сингапура, а также отсутствия необходимых средств для наблюдения за испытаниями.
С 27 июня по 31 июля 2008 года RSS Steadfast в первый раз участвовал в крупнейших в мире военно-морских учениях RIMPAC, где были задействованы 20 000 человек из 10 стран, 35 кораблей, 6 подводных лодок, более 150 самолётов и вертолётов.
14 июля 2008 года RSS Steadfast выпустил противокорабельную ракету «Гарпун» по списанному американскому кораблю, а также осуществил дозаправку в море совместно с другими кораблями ВМС США. Участие в учениях подтвердило способность ВМС Сингапура проводить длительные военно-морские операции.
16 ноября 2009 года ВВС Сингапура направило эскадрилью вертолётов Sikorsky S-70B в Школу ударного морского оружия (англ. USN Maritime Strike Weapons School) в Сан-Диего (шт. Калифорния) на курсы повышения квалификации SH-60F Aircraft Qualification Course. Фрегат RSS Stalwart был выдвинут к побережью Калифорнии для отработки взаимодействия с вертолётами ВВС.
25 марта 2010 года Министр обороны Сингапура Тео Чи Хин (Teo Chee Hean) объявил, что программа интеграции вертолётов S-70 успешно проведена в процессе недельных совместных учений ВМС Сингапура и США, в которые были вовлечены 5 кораблей, подводная лодка, патрульный самолёт и истребители F-18.